# Vasavere
Vasavere − wieś w Estonii, w prowincji Virumaa Wschodnia, w gminie Illuka. Na wschód od wsi przepływa rzeką Vasavere jõgi wypływająca z jeziora Kurtna Suurjärv, jednego z 42 należących do pojezierza Kurtna (est. Kurtna järvestik).